# قناة أهل البيت
قناة أهل البيت قناة دينية شيعية تُبَثّ من كربلاء، وتقدم برامج إسلامية توعوية وفق منهج أهل البيت. ومركزها في مدينة كربلاء.
تبث القناة من كربلاء وهو المركز الرئيسي وهنالك موقعان آخران في لندن وفي الكويت
القائمين ومن المؤسسين للقناة آية الله العظمى محمد تقي المدرسي.

## وصلات خارجية
موقع القناة الإلكتروني